# طقم الشاي

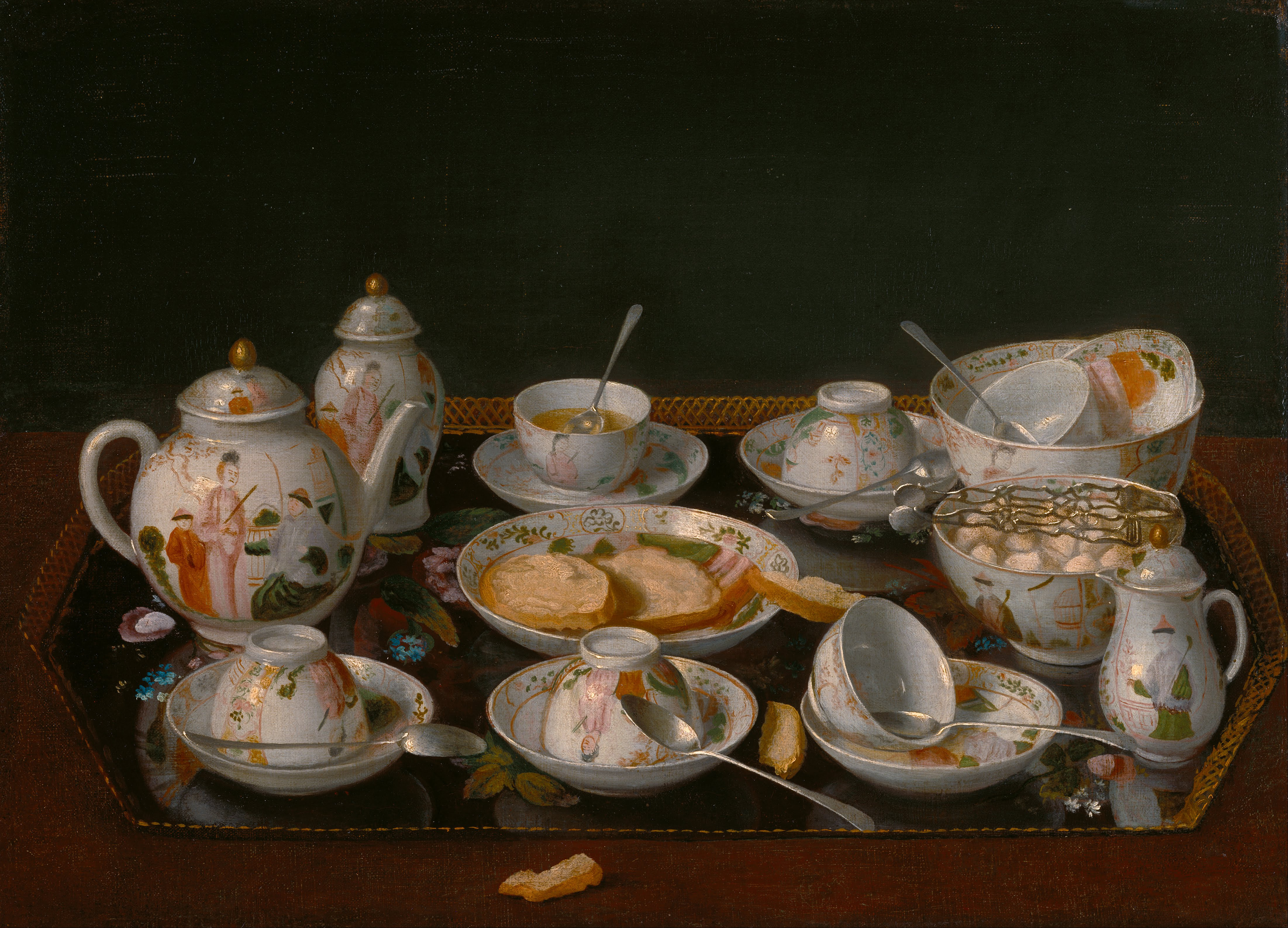
الحياة الساكنة: طقم الشاي ، نحو 1781-1783

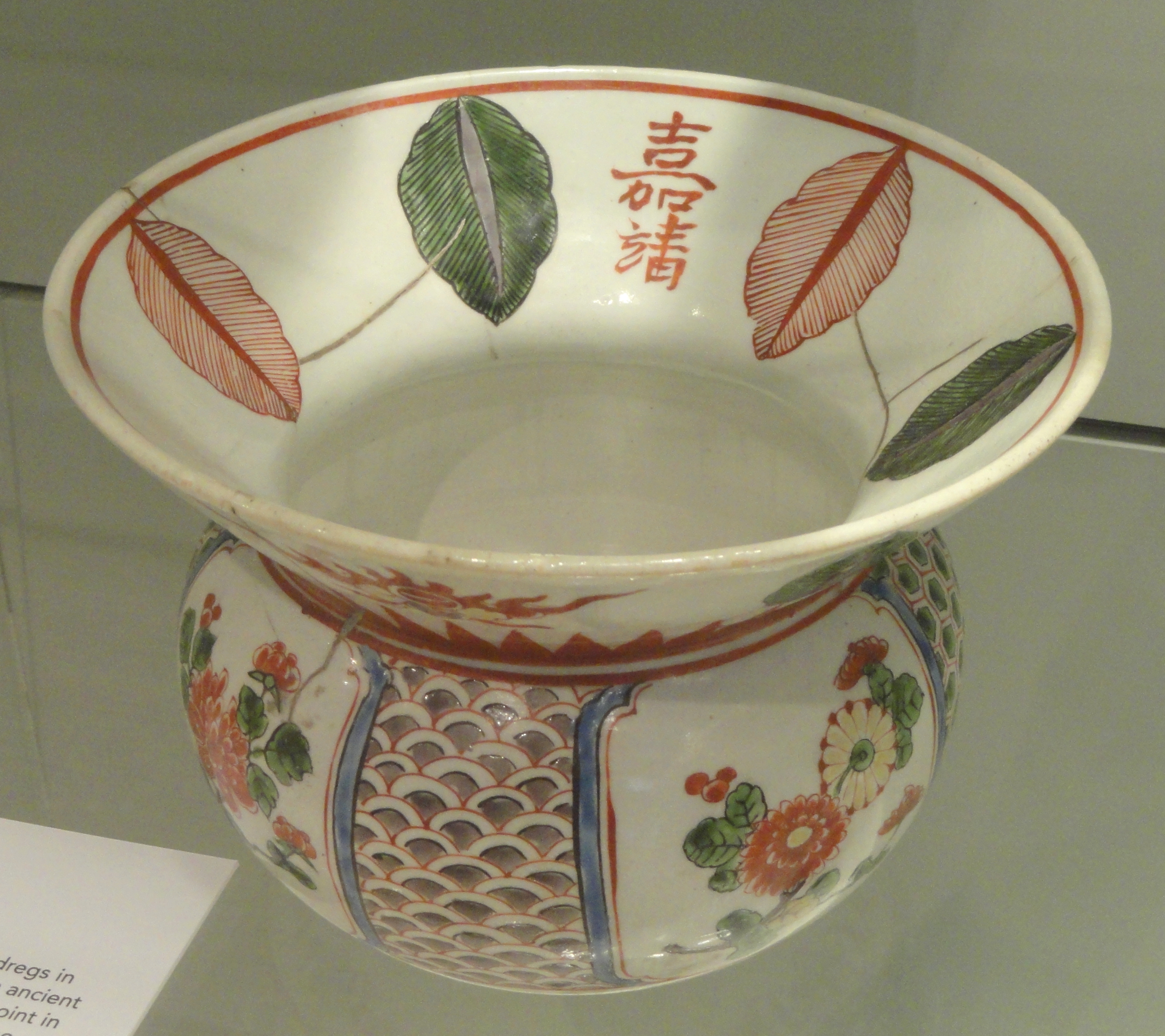

طقم الشاي طقم من أدوات الشاي والأواني ذات الصلة المستخدمة في تحضير وتقديم الشاي. قد تختلف المكونات التقليدية لمجموعة الشاي بين المجتمعات والثقافات، مثل كؤؤس الشاي والسكرية والقشدية.